# جغرافيا الولايات المتحدة
| \| \|                           |                                                    |
| القارة                          | أمريكا الشمالية                                    |
| إحداثيات جغرافية                | 38°53′N 77°01′W / 38.883°N 77.017°W                |
| المساحة                         | 9,629,090 كم2                                      |
| مساحة اليابسة                   | 3,536,294 مربع ميل 9,158,960 كم2                   |
| مساحة المناطق المائية           | 181,519 sq ميل 470,131 كم²                         |
| خط عرض                          | 38°0' شمال                                         |
| خط طول                          | 97°0'غرب                                           |
| الترتيب                         | (3 أو 4 ) 3                                        |
| الشريط الساحلي                  | 12,380 ميل 19,920 كم                               |
| المياه الاقليمية                | ثلاثة أميال بحرية                                  |
| الحدود الأرضية                  | 3,169 كم                                           |
| الدول المجاورة وطول الحدود معها | كندا 5,526 ميل 8,893 كم المكسيك2,067 ميل 3,327 كم  |
| أعلى نقطة                       | جبل ويتني من سلسلة سييرا نيفادا 14505 قدم (4421 م) |
| فرق التوقيت                     | من -5 إلى -10                                      |
| فرق التوقيت الصيفي              | من -4 إلى -10                                      |
|                                 |                                                    |

الولايات المتحدة جمهورية اتحادية، وهي رابع دول العالم مساحة (9629091كم2 مع البحيرات العظمى) بعد روسيا الاتحادية والصين وكندا، تمتد من درجة العرض 25 ْ شمالاً عند الطرف الجنوبي لشبه جزيرة فلوريدا حتى درجة العرض 49 ْ شمالاً، وهو الخط الذي يساير في معظمه الحدود السياسية بين كندا والولايات المتحدة، وهذا يعني أنها تقع في عروض وسطى وشبه مدارية. تمتد أيضاً بين خطي طول 67 ْ غرباً و124 ْ غرباً، وقد بلغ عدد سكانها نحو 335 مليون نسمة في عام 2022، والكثافة هي 32 ن/كم2، ويتركز نحو نصف السكان في الولايات المتحدة الشرقية والشمالية الوسطى الواقعة جنوب البحيرات العظمى، وهي ما يعرف بنطاق الصناعة الأمريكي، ونسبة الحضر 80.1%.

## المساحة
تبلغ مساحة الولايات المتحدة الأمريكية 1.9 مليار فدان تقريباً. تعتبر ولاية ألاسكا التي تفصلها كندا عن الولايات المتحدة أكبر الولايات مساحة، حيث تبلغ مساحتها 365 مليون فدان. كما تبلغ مساحة ولاية هاواي، وهي مجموعة جزر تقع في وسط المحيط الهادي جنوب غرب أمريكا الشمالية، أكثر من 4 ملايين فدان. تعد الولايات المتحدة الأمريكية ثالث أو رابع دولة من حيث المساحة بعد روسيا وكندا وأمام أو بعد الصين. يختلف الترتيب بتفاوت حساب مساحة المنطقتين المتنازع عليهما بين الصين والهند، وكيفية حساب المساحة الإجمالية للولايات المتحدة الأمريكية: تبلغ المساحة 3,794,083 ميل مربع وهو ما يعادل 9,826,630 كيلو متر مربع طبقاً لكتاب حقائق العالم التابع لوكالة المخابرات المركزية،  و3,717,813 ميل مربع (9,629,091 كيلومتر مربع) طبقاً لشعبة الإحصاءات في الأمم المتحدة  و3,676,486 ميل مربع (9,522,055 كيلومتر مربع) طبقاً لما ذكرته الموسوعة البريطانية. وبذلك تحتل الولايات المتحدة في المركز الرابع من حيث المساحة بعد روسيا والصين وكندا.

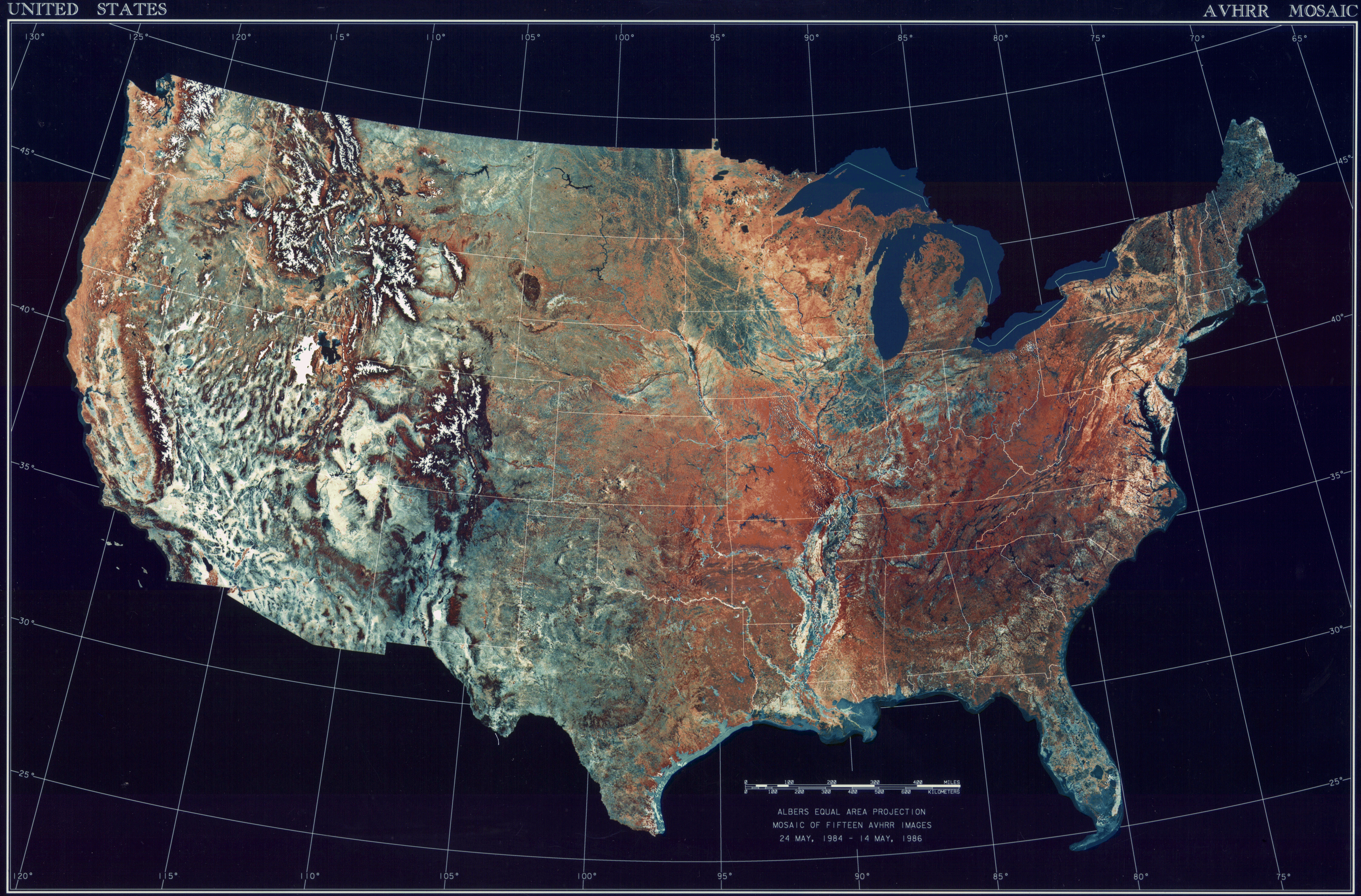
صورة الأقمار الصناعية تظهر تضاريس الولايات المتحدة الأمريكية

يوجد على السهل الساحلي للأطلسي الغابات المتساقطة وتلال بيدمونت. تفصل جبال الأبلاش الساحل الشرقي عن منطقة البحيرات الكبرى والمراعي في الغرب الأوسط. بينما يجري نهر مسيسيبي — ميسوري وهو رابع أطول نهر في العالم من الشمال إلى الجنوب عبر قلب البلاد. كما تمتد سهوب البراري الخصبة المنبسطة من السهول الكبرى إلى الغرب، وتقطعها المنطقة الجبلية في جنوب شرق البلاد. تقع جبال روكي في الطرف الغربي من السهول الكبرى وتمتد من الشمال إلى الجنوب على طول البلاد حيث يبلغ ارتفاعها أكثر من 14,000 قدم (4,300 م) في كولورادو. تقع حوض روكي العظيم والصحارى الأخرى مثل صحراء موهافي في أقصى الغرب. كما تمتد جبال سييرا نيفادا وكاسكيد بالقرب من ساحل المحيط الهادئ. يعتبر جبل ماكنلي الذي يقع في ولاية ألاسكا أعلى قمة في البلاد وفي أمريكا الشمالية على ارتفاع 20,320 قدم (6,194 م). تشتهر ولاية ألاسكا بالبراكين النشطة في مجموعة جزر الكسندر والجزر الأليوشية كما تتكون هاواي من جزر بركانية. يعد البركان الكامن تحت منتزه يلوستون الوطني في جبال روكي أعظم بركان عرفته القارة.

## المناخ
تمتلك الولايات المتحدة معظم أنواع المناخ وذلك بسبب مساحتها الكبيرة وتنوعها الجغرافي. يختلف المناخ في الشمال حيث يكون قارياً رطباً شرق خط الطول رقم 100، ويكون رطباً شبه مداري في الجنوب. يتميز الطرف الجنوبي لولاية فلوريدا بمناخ استوائي، كما هو الحال في هاواي. كما أن السهول الشاسعة التي تقع غرب خط الطول 100 تضم مناخاً شبه قاحل. معظم الجبال الغربية ذات مناخ ألبي. بالإضافة إلى ذلك، يعتبر المناخ قاحلاً في صحراء الحوض العظيم في الجنوب الغربي، ومتوسطياً في ولاية كاليفورنيا الساحلية ومحيطياً في أوريغون الساحلية وواشنطن وجنوب ألاسكا. يعتبر معظم ولاية ألاسكا قطبياً. كما أن البلاد تتعرض لبعض الكوارث الطبيعية وخاصة الولايات التي تطل على خليج المكسيك والمعرضة للأعاصير الاستوائية، حيث ضربت أشهر الأعاصير في العالم تلك المنطقة، لا سيما في مسار الأعاصير في الغرب الأوسط.

## الموارد الطبيعية
يعتبر التنوع البيئي في الولايات المتحدة شديداً حيث يوجد نحو 17,000 نوع من النباتات الوعائية في البلاد وأكثر من 1,800 نوع من النباتات الزهرية في هاواي، ويقع بعضها في البر الرئيسي. يسكن الولايات المتحدة أكثر من 400 نوع من الثدييات و750 نوع من الطيور و500 نوع من الزواحف والبرمائيات. بالإضافة إلى نحو 91,000 نوع من الحشرات. يحمي قانون الأنواع المهددة عام 1973 الأنواع المهددة بالانقراض ومواطنها التي حددتها مصلحة الأسماك والحياة البرية الأمريكية. كما تضم البلاد ثمان وخمسين متنزه وطني ومئات أخرى من الحدائق والغابات والبراري. تمتلك الولايات المتحدة ثروات كبيرة من الموارد المنجمية ومصادر الطاقة: من بترول وغاز طبيعي وفحم ويورانيوم. وعلى الرغم من هذه الثروة الطائلة؛ فإن الولايات المتحدة هي أكثر بلدان العالم استيراداً للمحروقات. وتمثل الولايات المتحدة أول قوة زراعية على المستوى العالمي، سواء من حيث إنتاجها أم من حيث صادراتها، إضافة إلى تميز الزراعة الأمريكية بأراضي خصبة ومناخ مناسب؛ فإنها تتميز بتصنيع كبير. من أهم قطاعات الزراعة: تربية الأبقار وزراعة الحبوب (الذرة والقمح والشعير) وفول الصـويا… ومن النباتات الصـناعية: (القطن والفول السوداني والتبغ)، كما أن الصيد البحري وقطع الأشجار من أهم القطاعات النشطة. تحظى الولايات المتحدة الأمريكية بأهم المنتجات الصناعية على المستوى العالمي، ويعود نجاح الصناعة الأمريكية إلى قدرتها على التجديد واستخدام التقانة (التكنولوجيا) الحديثة، ووجود اليد العاملة المؤهلة. تمتلك الحكومة 28.8 ٪ من أراضي البلاد. ومعظم هذه الأراضي محمية، على الرغم من أن بعضها مستأجر لحفر آبار النفط والغاز والتعدين وقطع الأشجار أو تربية المواشي؛ يستخدم 2.4 ٪ لأغراض عسكرية. يهيمن قطاع الخدمات اليوم على الاقتصاد الأمريكي؛ فمن بين أهم الخدمات: الإدارة والسياحة والترفيه والمصارف…إلخ، والولايات المتحدة أكبر دولة تصديراً واستيراداً، ومع هذا تبقى ديونها أعلى الديون على المستوى العالمي.